# Liste des évêques de Gap
La liste des évêques de Gap recense le nom des évêques qui se sont succédé sur le siège du diocèse de Gap, en France. Gap est le siège de l'évêché.
Avant 1790, la plus grande partie du diocèse appartenait à la Province du Dauphiné et une petite partie à la Provence. Depuis 1790, il correspond au département des Hautes-Alpes et incorpore des paroisses qui étaient précédemment sous l'autorité des archevêques d'Embrun. Depuis 2008, le titre d'évêque d'Embrun est joint au titre de Gap.

## Liste des évêques de Gap
1. Déméter de Gap (fin du Ier siècle)
2. Tigride (IVe siècle)[1]
3. Remède (394-419)
4. Constantin (Constancius, Constantinus) (439)
5. Constance (Constantius/Constantinus) (517-529), assiste au concile d'Épaone (517), représenté aux synodes de 524, 527, 529[2].
6. Vellesius (541-554), présent aux conciles d'Orléans (549) et de Paris (553)[3].
7. Sagittaire (Sagittarius) (560 ?-586), participe aux conciles de Lyon (570) et de Paris (573), déposé en 579[3]. Mentionné par Grégoire de Tours, qui lui consacre plusieurs passages.
8. Saint Arey (Aredius) (586-614), assiste aux conciles de Valence (584) et de Mâcon (585)[3].
9. Valaton (Volatonius) (610 ?-614), mentionné dans la Vita d'Arey comme son successeur, siégeant au concile de Paris (614)[3].
10. Potentissime (650 ?)
11. Symphorien Abon (700-738), oncle du Patrice Abbon
12. Donadieu (788)
13. Biraco (879-879)
14. Castus (950)
15. Hugues Ier (971-1000)
16. Féraud (1000-1040)[4]
17. Rodolphe (1044-1050)[5], donné par la Gallia christiana novissima il serait un parent du précédent.
18. Ripert (1053-1060), seigneur[6], parfois considéré comme deux individus et donné par la Gallia christiana novissima, comme neveu de Féraud et cousin du précédent.
19. saint Arnoux (1065-1078 ?)[7]
20. Laugier Ier (1079-1081)
21. Odilon (1085 ?)
22. Isoard (1090 ?-1105)
23. Laugier II (1106-1122)
24. Pierre Grafinel (1122-1130)
25. Guillaume Ier (1131-1149)
26. Raimond (1150-1156)
27. Grégoire (1157-1180), obtient une bulle de Frédéric Barberousse, confirmant les droits régaliens de l'évêque ainsi que l'obtention du titre de prince, le 31 juillet 1178[8],[9].
28. Guillaume II (1180-1188)
29. Frédéric (1198-1199)
30. Guillaume de Gières (1199-1211)
31. Hugues II (1215-1217) ; devient ensuite archevêque d'Arles.
32. Guigues (1217-1219)
33. Guillaume d'Esclapon (1219-1235), abbé de Lérins
34. Robert (1235-1251)
35. Othon de Grasse (1251-1281)
36. Raymond de Mévouillon (1282-1289)
37. Geofroi de Lincel (1289-1315)
38. Olivier de Laye (1315-1316)
39. Bertrand de Lincel (1316-1318), neveu de Geofroi
40. Guillaume d'Étienne (1318-1328)
41. Dragonet de Montauban (1328-1349)
42. Henri de Poitiers (1349-1353)
43. Gilbert de Mendegaches ([1353]-1357), évêque de Saint-Pons-de-Thomières
44. Jacques de Deaux (1357-1362), précédemment évêque de Montauban, évêque de Nîmes en 1362, neveu de Bertrand de Deaux
45. Guillaume Fournier (1362-1366), transféré à Genève en 1366
46. Jacques Artaud (1366-1399)
47. Raimond de Bar (1399-1404)
48. Jean des Saints (1404-1409), puis évêques de Meaux
49. Antoine Juvénis (1409-1411 ?)
50. Alexis de Siregno (1409-1411)
51. Léger Saporis d'Eyragues (1411-1429) transféré évêque de Maguelone
52. Guillaume Forestier (1429-1442), précédemment évêque de Maguelone
53. Gaucher de Forcalquier (1442-1484)
54. Gabriel de Sclafanatis (1484-1526)
55. Gabriel de Clermont (1526-1571)
56. Pierre Paparin (1572-1600)
57. Charles-Salomon du Serre (1600-1637)
58. Artus de Lionne (1639-1662)
59. Pierre Marion (1662-1675)
60. Guillaume de Meschatin (1677-1679)
61. Victor-Augustin de Méliand (1679-1684)
62. Charles-Bénigne Hervé (1684-1705)
63. François Berger de Malissoles (1706-1738)
64. Claude de Cabannes (1739-1741)
65. Jacques de Condorcet (1741-1754), oncle du Marquis de Condorcet et neveu de Jean d'Yse de Saléon, évêque d’Agen et de Rodez puis archevêque de Vienne
66. Pierre-Annet de Pérouse (1754-1763, neveu de François de Malissoles
67. François de Narbonne-Lara (1764-1774)
68. François de Jouffroy (1774-1777)
69. Jean-Baptiste de Maillé (1778-1784)
70. Henri-François de La Broüe de Vareilles (1784-1801)
71. Evêques constitutionnels: Ignace de Cazeneuve,
72. André Garnier évêque constitutionnel,
73. Ev.nommée: Toussaint-Alphonse-Marie de Sinéty
74. et Louis de Villeneuve-Bargemon
75. François-Antoine Arbaud (1823-1836)
76. Nicolas-Augustin de la Croix d'Azolette (1837-1840)
77. Louis Rossat (1841-1844)
78. Jean-Irénée Depéry (1844-1861)
79. Victor-Félix Bernadou (1862-1867)
80. Aimé-Victor-François Guilbert (1867-1879)
81. Marie-Ludovic Roche (1879-1880)
82. Jean-Baptiste Jacquenet (1881-1884)
83. Louis Gouzot (1884-1887), transf p/Auch en 1887
84. Jean-Alphonse Blanchet (1887-1888)
85. Prosper-Amable Berthet (1889-1914) Gabriel de Llobet nommé évêque de Gap en  1915.

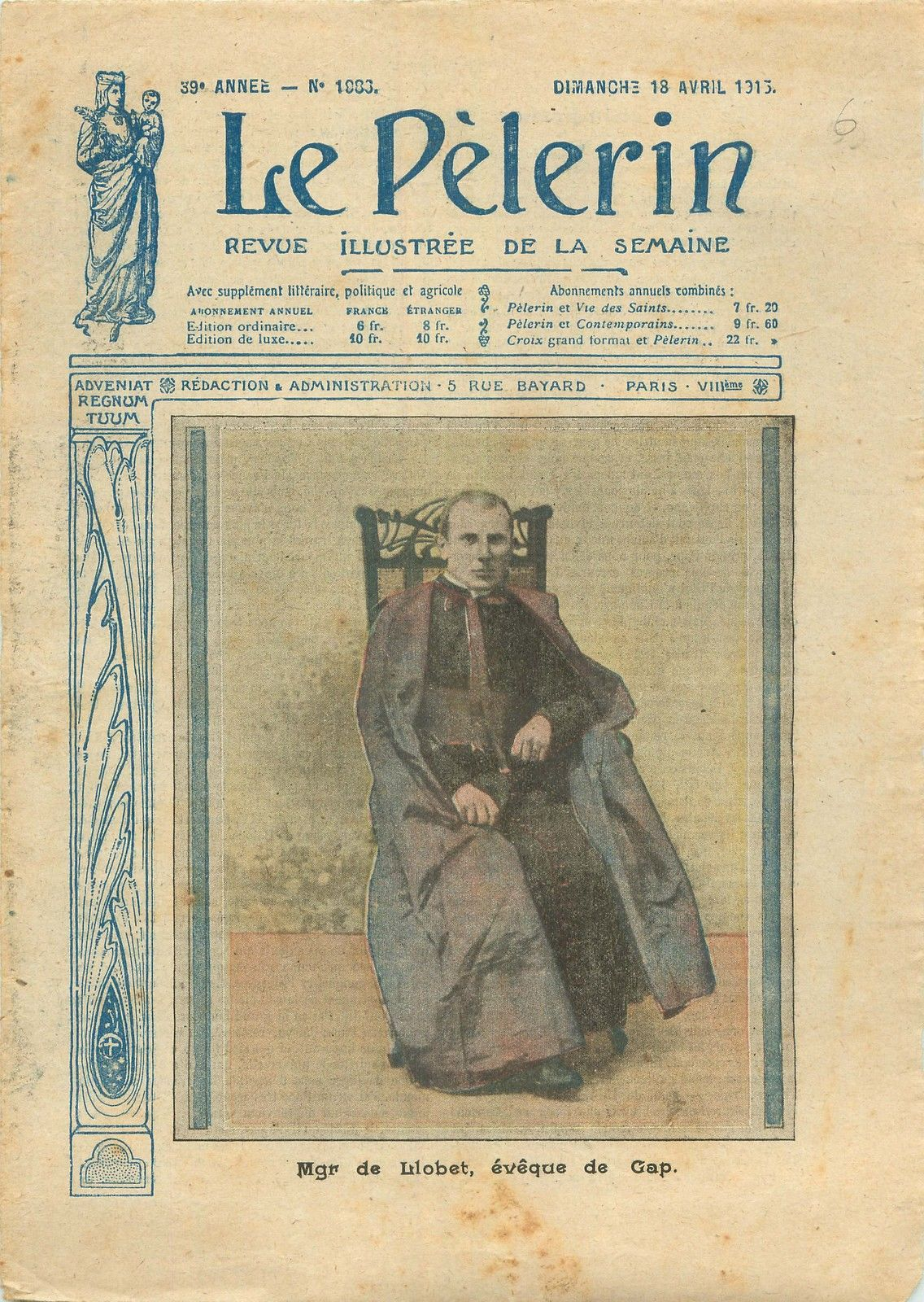
Gabriel de Llobet nommé évêque de Gap en 1915.

86. Gabriel de Llobet (1915-1925), transf p/Avignon comme coadjuteur en 1925
87. Jules Saliège (1925-1928), transf p/Toulouse en 1928
88. Camille Pic (1928-1932), transf p/Valence en 1932
89. Auguste Bonnabel (1932-1961), retiré en 1961
90. Georges Jacquot (1961-1966),transf. p/Marseille en 1966
91. Robert Coffy (1967-1974), transf.p/Albi en 1974, puis à Marseille et nommé cardinal
92. Pierre Bertrand Chagué (1975-1980)
93. Raymond Séguy (1981-1987), transf p/Autun en 1987
94. Georges Lagrange (1988-2003), retiré en 2003
95. Jean-Michel Di Falco (2003-2017)
96. Xavier Malle (depuis le 8 avril 2017)